# Некрасова, Мария Фёдоровна
Мария Фёдоровна Некрасова (29 ноября 1899, село Спас-Коркодиново, Московская губерния, Российская империя — 13 января 1983 года, Москва, СССР) — актриса Театра имени Е. Б. Вахтангова, Заслуженная артистка РСФСР (1946).

## Биография
- Мария Фёдоровна Некрасова училась в Шаляпинской студии (1916—1920).
- Она — выпускница Вахтанговской школы (1920—1922).
- Актриса Вахтанговского театра (1921—1960).

Скончалась в Москве 13 января 1983 года.

## Творчество

### Театральные работы
Театральные работы Марии Фёдоровны:
- Мадмуазель Ортанс и Вирджиния («Чудо святого Антония», 1921);
- Мерчуткина («Юбилей», 1921);
- невеста («Свадьба», 1921);
- Агафья Тихоновна («Женитьба», 1924);
- Дарья («Виринея», 1925);
- Меланья («Егор Булычов и другие», 1932);
- мадам Воке («Человеческая комедия», 1934);
- Галчиха («Без вины виноватые», 1937);
- Пошлёпкина («Ревизор», 1939);
- Феклуша («Гроза», 1944);
- Кирилловна («Великий государь», 1945);

Мария Фёдоровна Некрасова играла в спектаклях:
- «Принцесса Турандот» (цанни, 1922);
- «Сенсация» (тёща, 1930);
- «Шляпа» (1935);
- «Флоридсдорф» (1936);
- «Я сын трудового народа» (мать, 1938);
- «Кому подчиняется время» (мать Мартынова, 1946);

### Фильмография
- 1960 — «Одна строка» — Наталья Васильевна, жена Мусатова.

## Семья
- Муж: Борис Евгеньевич Захава (1896—1976),
- Дочь: Наталья Борисовна Захава-Некрасова (род. 1935).